# Климук-Крига
Климук (псевдо: «Назар», «Крига») (* ? — † 12 вересня 1944, біля с. Хабарище, Любешівський район, Волинська область) — командир Полтавського загону в ВО «Турів», командир бригади «Помста Крут» (за деякими даними — «Пам'ять Базару») із Західної ВО «Завихост» (З'єднані групи № 33).

## Бойова біографія
Улітку 1942 року у містечку Матіїв формували 103-й шуцманшафт-батальйон. При ньому була створена старшинська школа для охоронних сотень і куренів, які розміщувалися на Волині. Командиром школи був Климук (згодом в УПА курінний «Назар», «Крига»).
До серпня 1944 «Назар» — командир Полтавського загону у Військовій окрузі ВО «Турів» групи УПА-Північ.
Наприкінці грудня 1943 за наказом «Клима Савура» (Дмитро Клячківський) формування УПА-Північ почали готуватись до переходу лінії фронту — в тил Червоної Армії.
Загін «Рудого» (Стельмащук Юрій) був розділений на 3 групи по 500—600 чоловік. На чолі 1-ї групи був «Крига», 2-ї групи — «Голубенко» (Громадюк Олексій), 3-ї групи — «Вовчак» (Шум Олекса). На початку 1944, перевіряючи роботу «Криги», Стельмащук потрапив в оточення, з якого зумів вийти.
У червні 1944 р. в с. Буцин Стельмащук зв'язався з «боївкою» Седліщанського району та залишками загону «Кубіка» (Зінчук Тихон), там же зустрівся з «Кригою» у якого з 500 бійців залишилося 50, інші при переході лінії фронту загинули або потрапили в руки частин Червоної Армії.
Після серпня 1944 і до своєї загибелі Климук-«Крига» — командир бригади «Помста Крут» (за деякими даними — «Пам'ять Базару») зі З'єднаних груп № 33 «Завихост».
Загинув «Крига» 12 вересня 1944 року в бою з військами НКВД поблизу села Хабарище, Любешівського району, Волинської області.